# کروموزوم ۷ (انسان)

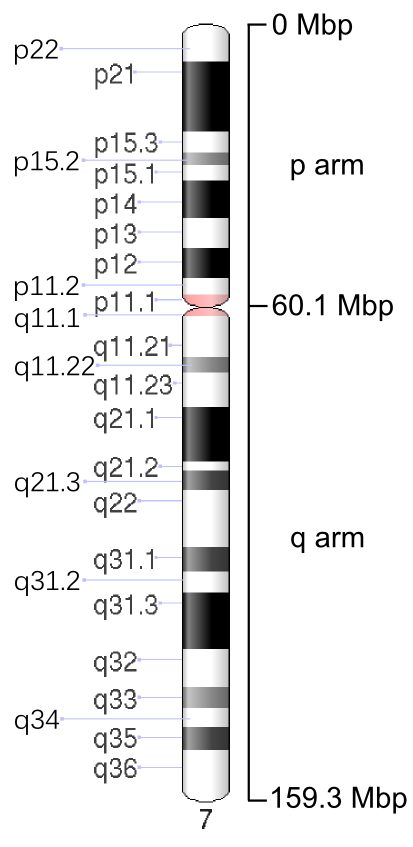
ایدئو گرام کروموزوم ۷ (انسان). MBP به معنی مگا جفت باز است. برای مشاهدهٔ دیگر منابع جایگاه کروموزومی را ببینید.

کروموزوم ۷ (انسان)، یکی از ۲۳ جفت کروموزوم در بشر است. انسان‌ها به طور معمول دو نسخه از این کروموزوم را در سلول‌های خود دارند. کروموزوم ۷ انسان در حدود ۱۵۹ میلیون جفت باز (اجزای تشکیل‌دهندهٔ دی‌ان‌ای) را پوشش می‌دهد و دربرگیرندهٔ بین ۵ تا ۵٫۵ درصد از کل دی‌ان‌ای در سلول‌های انسان است.
شناسایی هویت ژن‌ها در هر کروموزوم یکی از زمینه‌های فعال در پژوهش‌های ژنتیکی امروز است. پژوهش‌گران از روش‌های گوناگونی برای پیش‌بینی تعداد ژن در هر کروموزوم استفاده می‌کنند، از این رو شمار تخمینی ژن‌ها در هر کروموزوم همیشه یک‌سان نیست. دانشمندان بر این باورند که کروموزوم ۷ انسان به احتمال زیاد دربرگیرندهٔ بین ۱۰۰۰ تا ۱۴۰۰ ژن است. این کروموزوم همچنین دربرگیرندهٔ یک خوشهٔ ژنی جعبهٔ ریخت‌سازِ است.